# Silicon Dream
Silicon Dream war ein Dance-Projekt von Klaus Munzert (* 14. Juli 1957, Offenburg / Baden, Deutschland), einem Sänger, Multiinstrumentalisten und Songwriter.

## Biografie
Klaus Munzert sang in verschiedenen Bands, studierte Volkswirtschaft in Freiburg und arbeitete zwei Jahre in einem Plattenladen. Nach Jobs in diversen Plattenfirmen, z. B. als Label-Manager für ZTT Records und Island Records, wo er u. a. U2 betreute, schuf er 1987 in einem Münchener Studio Silicon Dream. Der typische Sound, eine Mischung aus elektronischer Musik und Italo Disco, entstand, oft erst spät in der Nacht, durch die Verwendung von Samplern (z. B. EMU 3). Inspiration kam von Vorbildern wie Kraftwerk und Depeche Mode, aber auch von Frankie Goes to Hollywood, OFF und 16 BIT.
Weil er Spaß am Verkleiden hatte, trat der große Fan von Marcello Mastroianni im „Marcello“-Kostüm auf. Die beiden Tänzer Angelo und Danny komplettierten das Bild. Einige Live-Auftritte gab es auf einer Tournee durch Deutschland und Belgien, aber auch mit 16 BIT in Frankreich. Selbst bezeichnete Munzert den Silicon-Dream-Sound als „Tanzmusik mit Texten“, im Nachhinein setzten sich aber die Begriffe Europop und Eurodance durch. Klaus Munzert produzierte ebenfalls das Projekt Mega mit dem Titel „You Got A Bausparvertrag“ und in den folgenden Jahren auch Künstler, wie Guillermo Marchena, Dolls United, Otto Waalkes, Hape Kerkeling, Full Speed, K2, Jürgen von der Lippe und Daniel Küblböck.

## Diskografie

### Alben
- 1988: Time Machine
- 1995: Greatest Hits ’87 – ’95

### Singles
- 1987: Marcello the Mastroianni
- 1987: Albert Einstein – Everything Is Relative
- 1988: Jimmy Dean Loved Marilyn (Film Ab)
- 1988: Andromeda (Space-Shuttle-Mix)
- 1989: Ludwig Fun
- 1989: Wunderbar (feat. Mia Dori)
- 1990: I’m Your Doctor (Ganz in Weiß)
- 1991: Wanna Make Love
- 1992: The Silly Cone Mix
- 1995: Marcello the Mastroianni 95